# 2026-os labdarúgó-világbajnokság-selejtező (CONMEBOL)
A 2026-os labdarúgó-világbajnokság dél-amerikai selejtező mérkőzéseit 2023. szeptember 7-étől 2025 szeptemberéig játsszák le. Az Egyesült Államokban, Kanadában és Mexikóban tartott tornára a szövetség 6+1⁄3 kvótát kapott, ami azt jelenti, hogy 6 csapat automatikusan kijut, míg egy interkontinentális pótselejtezőn fog részt venni.

## Formátum
2022. augusztus 22-én a CONMEBOL kérvényezte a FIFA-tól, hogy megtarthassák az 1998 óta használt selejtezői formátumot. Október 3-án hivatalosan is bejelentették, hogy a FIFA elfogadta a kérésüket.
Összesen 10 válogatott vett részt, amely egyetlen csoportot alkot. A csoportban a csapatok körmérkőzéses, oda-visszavágós rendszerben mérkőznek meg egymással. Az első hat csapat kijut a világbajnokságra, a hetedik helyezett dél-amerikai ország interkontinentális pótselejtezőn vesz részt.

## Résztvevők
A 10 CONMEBOL-tagország vesz részt a dél-amerikai selejtezőn.
| FIFA-rang (2023. július) | Csapat |
| ------------------------ | ------ |
| Argentína                | 1.     |
| Brazília                 | 3.     |
| Uruguay                  | 16.    |
| Kolumbia                 | 17.    |
| Peru                     | 21.    |
| Chile                    | 32.    |
| Ecuador                  | 40.    |
| Paraguay                 | 49.    |
| Venezuela                | 57.    |
| Bolívia                  | 83.    |

## Tabella
| Hely. | Csapat        | M  | Gy | D | V  | G+ | G– | Gk  | P  | Továbbjutás                     |     | Argentína | Ecuador | Brazília | Uruguay | Paraguay | Kolumbia | Venezuela | Bolívia | Peru   | Chile  |
| ----- | ------------- | -- | -- | - | -- | -- | -- | --- | -- | ------------------------------- | --- | --------- | ------- | -------- | ------- | -------- | -------- | --------- | ------- | ------ | ------ |
| 1.    | Argentína (T) | 16 | 11 | 2 | 3  | 28 | 9  | +19 | 35 | Kijut a világbajnokságra        |     | —         | 1–0     | márc.    | 0–2     | 1–0      | 1–1      | szept.    | 6–0     | 1–0    | 3–0    |
| 2.    | Ecuador (T)   | 16 | 7  | 7 | 2  | 13 | 5  | +8  | 25 | Kijut a világbajnokságra        |     | szept.    | —       | 0–0      | 2–1     | 0–0      | 0–0      | 2–1       | 4–0     | 1–0    | 1–0    |
| 3.    | Brazília (T)  | 16 | 7  | 4 | 5  | 21 | 16 | +5  | 25 | Kijut a világbajnokságra        |     | 0–1       | 1–0     | —        | 1–1     | 1–0      | 2–1      | 1–1       | 5–1     | 4–0    | szept. |
| 4.    | Uruguay       | 16 | 6  | 6 | 4  | 19 | 12 | +7  | 24 | Kijut a világbajnokságra        |     | 0–1       | 0–0     | 2–0      | —       | 0–0      | 3–2      | 2–0       | 3–0     | szept. | 3–1    |
| 5.    | Paraguay      | 16 | 6  | 6 | 4  | 13 | 10 | +3  | 24 | Kijut a világbajnokságra        |     | 2–1       | szept.  | 1–0      | 2–0     | —        | 0–1      | 2–1       | 1–0     | 0–0    | 1–0    |
| 6.    | Kolumbia      | 16 | 5  | 7 | 4  | 19 | 15 | +4  | 22 | Kijut a világbajnokságra        |     | 2–1       | 0–1     | 2–1      | 2–2     | 2–2      | —        | 1–0       | szept.  | 0–0    | 4–0    |
| 7.    | Venezuela     | 16 | 4  | 6 | 6  | 15 | 19 | −4  | 18 | Interkontinentális pótselejtező |     | 1–1       | 0–0     | 1–1      | 0–0     | 1–0      | szept.   | —         | 2–0     | 1–0    | 3–0    |
| 8.    | Bolívia       | 16 | 5  | 2 | 9  | 16 | 32 | −16 | 17 |                                 |     | 0–3       | 1–2     | szept.   | 0–0     | 2–2      | 1–0      | 4–0       | —       | 2–0    | 2–0    |
| 9.    | Peru          | 16 | 2  | 6 | 8  | 6  | 17 | −11 | 12 |                                 | 0–2 | 0–0       | 0–1     | 1–0      | szept.  | 1–1      | 1–1      | 3–1       | —       | 0–0    |        |
| 10.   | Chile (K)     | 16 | 2  | 4 | 10 | 9  | 24 | −15 | 10 |                                 | 0–1 | 0–0       | 1–2     | szept.   | 0–0     | 0–0      | 4–2      | 1–2       | 2–0     | —      |        |

1. ↑  Ecuadortól levontak 3 pontot és 100 ezer svájci frankra büntették a szövetséget, miután az előző selejtezői ciklusban meghamisították Byron Castillo születési anyakönyvi kivonatát.[6]

## Mérkőzések
Az időpontok helyi idő szerint értendők.

### 1. forduló
| 2023. szeptember 7. 18:30 (UTC−4) |

| Paraguay | 0–0         | Peru |
| -------- | ----------- | ---- |
|          | Jegyzőkönyv |      |

| Estadio Antonio Aranda, Ciudad del Este Nézőszám: 16 211 Játékvezető: Andrés Matonte (uruguayi) |

| 2023. szeptember 7. 18:00 (UTC−5) |

| Kolumbia  | 1–0               | Venezuela |
| --------- | ----------------- | --------- |
| Borré 46' | (0–0) Jegyzőkönyv |           |

| Estadio Metropolitano Roberto Meléndez, Barranquilla Nézőszám: 43 084 Játékvezető: Anderson Daronco (brazil) |

| 2023. szeptember 7. 21:00 (UTC−3) |

| Argentína | 1–0               | Ecuador |
| --------- | ----------------- | ------- |
| Messi 78' | (0–0) Jegyzőkönyv |         |

| Estadio Monumental, Buenos Aires Nézőszám: 82 500 Játékvezető: Wilmar Roldán (kolumbiai) |

| 2023. szeptember 8. 20:00 (UTC−3) |

| Uruguay                           | 3–1               | Chile     |
| --------------------------------- | ----------------- | --------- |
| De la Cruz 38' 71' Valverde 45+2' | (2–0) Jegyzőkönyv | Vidal 74' |

| Estadio Centenario, Montevideo Nézőszám: 49 713 Játékvezető: Darío Herrera (argentin) |

| 2023. szeptember 8. 21:45 (UTC−3) |

| Brazília                                      | 5–1               | Bolívia    |
| --------------------------------------------- | ----------------- | ---------- |
| Rodrygo 24' 53' Raphinha 47' Neymar 61' 90+3' | (1–0) Jegyzőkönyv | Ábrego 78' |

| Mangueirão, Belém Nézőszám: 48 183 Játékvezető: Juan Gabriel Benítez (paraguayi) |

### 2. forduló
| 2023. szeptember 12. 16:00 (UTC−4) |

| Bolívia | 0–3               | Argentína                                 |
| ------- | ----------------- | ----------------------------------------- |
|         | (0–2) Jegyzőkönyv | Fernández 31' Tagliafico 42' González 83' |

| Estadio Hernando Siles, La Paz Nézőszám: 38 000 Játékvezető: Esteban Ostojich (uruguayi) |

| 2023. szeptember 12. 16:00 (UTC−5) |

| Ecuador          | 2–1               | Uruguay      |
| ---------------- | ----------------- | ------------ |
| Torres 45+5' 61' | (1–1) Jegyzőkönyv | Canobbio 38' |

| Estadio Rodrigo Paz Delgado, Quito Nézőszám: 35 613 Játékvezető: Wilton Sampaio (brazil) |

| 2023. szeptember 12. 18:00 (UTC−4) |

| Venezuela               | 1–0               | Paraguay |
| ----------------------- | ----------------- | -------- |
| Rondón 90+3' (11-esből) | (0–0) Jegyzőkönyv |          |

| Estadio Monumental, Maturín Nézőszám: 48 523 Játékvezető: Andrés Rojas (kolumbiai) |

| 2023. szeptember 12. 21:30 (UTC−3) |

| Chile | 0–0         | Kolumbia |
| ----- | ----------- | -------- |
|       | Jegyzőkönyv |          |

| Estadio Monumental David Arellano, Santiago Nézőszám: 22 153 Játékvezető: Jesús Valenzuela (venezuelai) |

| 2023. szeptember 12. 21:00 (UTC−5) |

| Peru | 0–1               | Brazília       |
| ---- | ----------------- | -------------- |
|      | (0–0) Jegyzőkönyv | Marquinhos 90' |

| Estadio Nacional, Lima Nézőszám: 36 328 Játékvezető: Fernando Rapallini (argentin) |

### 3. forduló
| 2023. október 12. 15:30 (UTC−5) |

| Kolumbia                | 2–2               | Uruguay                            |
| ----------------------- | ----------------- | ---------------------------------- |
| Rodríguez 35' Uribe 52' | (1–0) Jegyzőkönyv | Olivera 47' Núñez 90+1' (11-esből) |

| Estadio Metropolitano Roberto Meléndez, Barranquilla Nézőszám: 43 915 Játékvezető: Piero Maza (chilei) |

| 2023. október 12. 19:00 (UTC−4) |

| Bolívia     | 1–2               | Ecuador                  |
| ----------- | ----------------- | ------------------------ |
| Ramallo 83' | (0–1) Jegyzőkönyv | Páez 45' Rodríguez 90+6' |

| Estadio Hernando Siles, La Paz Nézőszám: 34 200 Játékvezető: Cristian Garay (chilei) |

| 2023. október 12. 20:00 (UTC−3) |

| Argentína   | 1–0               | Paraguay |
| ----------- | ----------------- | -------- |
| Otamendi 3' | (1–0) Jegyzőkönyv |          |

| Estadio Monumental, Buenos Aires Nézőszám: 80 000 Játékvezető: Raphael Claus (brazil) |

| 2023. október 12. 21:00 (UTC−3) |

| Chile                          | 2–0               | Peru |
| ------------------------------ | ----------------- | ---- |
| Valdés 74' López 90+1' (öngól) | (0–0) Jegyzőkönyv |      |

| Estadio Monumental David Arellano, Santiago Nézőszám: 36 847 Játékvezető: Wilmar Roldán (kolumbiai) |

| 2023. október 12. 20:30 (UTC−4) |

| Brazília    | 1–1               | Venezuela |
| ----------- | ----------------- | --------- |
| Gabriel 50' | (0–0) Jegyzőkönyv | Bello 85' |

| Arena Pantanal, Cuiabá Nézőszám: 39 018 Játékvezető: Kevin Ortega (perui) |

### 4. forduló
| 2023. október 17. 17:00 (UTC−4) |

| Venezuela                           | 3–0               | Chile |
| ----------------------------------- | ----------------- | ----- |
| Soteldo 45+1' Rondón 72' Machís 79' | (1–0) Jegyzőkönyv |       |

| Estadio Monumental, Maturín Játékvezető: Flavio Rodrigues de Souza (brazil) |

| 2023. október 17. 19:30 (UTC−3) |

| Paraguay     | 1–0               | Bolívia |
| ------------ | ----------------- | ------- |
| Sanabria 69' | (0–0) Jegyzőkönyv |         |

| Estadio Defensores del Chaco, Asunción Játékvezető: Gustavo Tejera (uruguayi) |

| 2023. október 17. 18:30 (UTC−5) |

| Ecuador | 0–0         | Kolumbia |
| ------- | ----------- | -------- |
|         | Jegyzőkönyv |          |

| Estadio Rodrigo Paz Delgado, Quito Játékvezető: Facundo Tello (argentin) |

| 2023. október 17. 21:00 (UTC−3) |

| Uruguay                  | 2–0               | Brazília |
| ------------------------ | ----------------- | -------- |
| Núñez 42' De la Cruz 77' | (1–0) Jegyzőkönyv |          |

| Estadio Centenario, Montevideo Játékvezető: Alexis Herrera (venezuelai) |

| 2023. október 17. 21:00 (UTC−5) |

| Peru | 0–2               | Argentína     |
| ---- | ----------------- | ------------- |
|      | (0–2) Jegyzőkönyv | Messi 32' 42' |

| Estadio Nacional, Lima Játékvezető: Jesús Valenzuela (venezuelai) |

### 5. forduló
| 2023. november 16. 16:00 (UTC–4) |

| Kolumbia                | 2–0               | Brazília |
| ----------------------- | ----------------- | -------- |
| H. Vaca 20' R. Vaca 87' | (1–0) Jegyzőkönyv |          |

| Estadio Hernando Siles, La Paz Nézőszám: 28 000 Játékvezető: Guillermo Guerrero (ecuadori) |

| 2023. november 16. 18:00 (UTC–4) |

| Venezuela | 0–0         | Ecuador |
| --------- | ----------- | ------- |
|           | Jegyzőkönyv |         |

| Estadio Monumental, Maturín Játékvezető: Juan Gabriel Benítez (paraguayi) |

| 2023. november 16. 19:00 (UTC–5) |

| Kolumbia     | 2–1               | Brazília      |
| ------------ | ----------------- | ------------- |
| Díaz 75' 79' | (0–1) Jegyzőkönyv | Martinelli 4' |

| Estadio Metropolitano Roberto Meléndez, Barranquilla Játékvezető: Andrés Matonte (uruguayi) |

| 2023. november 16. 21:00 (UTC–3) |

| Argentína | 0–2               | Uruguay                 |
| --------- | ----------------- | ----------------------- |
|           | (0–1) Jegyzőkönyv | R. Araújo 41' Núñez 87' |

| La Bombonera, Buenos Aires Játékvezető: Wilmar Roldán (kolumbiai) |

| 2023. november 16. 21:30 (UTC–3) |

| Chile | 0–0         | Paraguay |
| ----- | ----------- | -------- |
|       | Jegyzőkönyv |          |

| Estadio Monumental David Arellano, Santiago Játékvezető: Fernando Rapallini (argentin) |

### 6. forduló
| 2023. november 21. 20:00 (UTC–3) |

| Paraguay | 0–1               | Kolumbia             |
| -------- | ----------------- | -------------------- |
|          | (0–1) Jegyzőkönyv | Borré 11' (11-esből) |

| Estadio Defensores del Chaco, Asunción Nézőszám: 25 190 Játékvezető: Jesús Valenzuela (venezuelai) |

| 2023. november 21. 20:30 (UTC–3) |

| Uruguay                            | 3–0               | Bolívia |
| ---------------------------------- | ----------------- | ------- |
| Núñez 15' 71' Villamíl 39' (öngól) | (2–0) Jegyzőkönyv |         |

| Estadio Centenario, Montevideo Nézőszám: 46 100 Játékvezető: Kevin Ortega (perui) |

| 2023. november 21. 18:30 (UTC–5) |

| Ecuador  | 1–0               | Chile |
| -------- | ----------------- | ----- |
| Mena 21' | (1–0) Jegyzőkönyv |       |

| Estadio Rodrigo Paz Delgado, Quito Nézőszám: 36 873 Játékvezető: Anderson Daronco (brazil) |

| 2023. november 21. 21:30 (UTC–3) |

| Brazília | 0–1               | Argentína    |
| -------- | ----------------- | ------------ |
|          | (0–0) Jegyzőkönyv | Otamendi 63' |

| Maracanã Stadion, Rio de Janeiro Nézőszám: 68 138 Játékvezető: Piero Maza (chilei) |

| 2023. november 21. 21:00 (UTC–5) |

| Peru      | 1–1               | Venezuela    |
| --------- | ----------------- | ------------ |
| Yotún 17' | (1–0) Jegyzőkönyv | Savarino 54' |

| Estadio Nacional, Lima Nézőszám: 27 323 Játékvezető: Darío Herrera (argentin) |

### 7. forduló
| 2024. szeptember 5. 16:00 (UTC–4) |

| Bolívia                                                          | 4–0               | Venezuela |
| ---------------------------------------------------------------- | ----------------- | --------- |
| R. Vaca 13' Algarañaz 45+5' (11-esből) Terceros 46' Monteiro 89' | (2–0) Jegyzőkönyv |           |

| Estadio Municipal de El Alto, El Alto Játékvezető: Wilmar Roldán (kolumbiai) |

| 2024. szeptember 5. 21:00 (UTC–3) |

| Argentína                                 | 3–0               | Chile |
| ----------------------------------------- | ----------------- | ----- |
| Mac Allister 48' Alvarez 84' Dybala 90+1' | (0–0) Jegyzőkönyv |       |

| Estadio Monumental, Buenos Aires Játékvezető: Jesús Valenzuela (venezuelai) |

| 2024. szeptember 6. 20:30 (UTC–3) |

| Uruguay | 0–0         | Paraguay |
| ------- | ----------- | -------- |
|         | Jegyzőkönyv |          |

| Estadio Centenario, Montevideo Játékvezető: Darío Herrera (argentin) |

| 2024. szeptember 6. 22:00 (UTC–3) |

| Brazília    | 1–0               | Ecuador |
| ----------- | ----------------- | ------- |
| Rodrygo 30' | (1–0) Jegyzőkönyv |         |

| Estádio Couto Pereira, Curitiba Játékvezető: Facundo Tello (argentin) |

| 2024. szeptember 6. 20:30 (UTC–5) |

| Peru        | 1–1               | Kolumbia |
| ----------- | ----------------- | -------- |
| Callens 68' | (0–0) Jegyzőkönyv | Díaz 82' |

| Estadio Nacional de Lima, Lima Játékvezető: Esteban Ostojich (uruguayi) |

### 8. forduló
| 2024. szeptember 10. 15:30 (UTC–5) |

| Kolumbia                              | 2–1               | Argentína    |
| ------------------------------------- | ----------------- | ------------ |
| Mosquera 25' Rodríguez 60' (11-esből) | (1–0) Jegyzőkönyv | González 48' |

| Estadio Metropolitano Roberto Meléndez, Barranquilla Játékvezető: Piero Maza (chilei) |

| 2024. szeptember 10. 18:00 (UTC–3) |

| Chile      | 1–2               | Bolívia                      |
| ---------- | ----------------- | ---------------------------- |
| Vargas 39' | (1–2) Jegyzőkönyv | Algarañaz 13' Terceros 45+1' |

| Estadio Nacional Julio Martínez Prádanos, Santiago Játékvezető: Juan Gabriel Benítez (paraguayi) |

| 2024. szeptember 10. 16:00 (UTC–5) |

| Ecuador      | 1–0               | Peru |
| ------------ | ----------------- | ---- |
| Valencia 54' | (0–0) Jegyzőkönyv |      |

| Estadio Rodrigo Paz Delgado, Quito Játékvezető: Andrés Rojas (kolumbiai) |

| 2024. szeptember 10. 18:00 (UTC–4) |

| Venezuela | 0–0         | Uruguay |
| --------- | ----------- | ------- |
|           | Jegyzőkönyv |         |

| Estadio Monumental, Maturín Játékvezető: Raphael Claus (brazil) |

| 2024. szeptember 10. 20:30 (UTC–4) |

| Paraguay  | 1–0               | Brazília |
| --------- | ----------------- | -------- |
| Gómez 20' | (1–0) Jegyzőkönyv |          |

| Estadio Defensores del Chaco, Asunción Játékvezető: Andrés Matonte (uruguayi) |

### 9. forduló
| 2024. október 10. 16:00 (UTC–4) |

| Bolívia      | 1–0               | Kolumbia |
| ------------ | ----------------- | -------- |
| Terceros 58' | (0–0) Jegyzőkönyv |          |

| Estadio Municipal de El Alto, El Alto Játékvezető: Wilton Sampaio (brazil) |

| 2024. október 10. 16:00 (UTC–5) |

| Ecuador | 0–0         | Paraguay |
| ------- | ----------- | -------- |
|         | Jegyzőkönyv |          |

| Estadio Rodrigo Paz Delgado, Quito Játékvezető: Raphael Claus (brazil) |

| 2024. október 10. 17:00 (UTC–4) |

| Venezuela  | 1–1               | Argentína    |
| ---------- | ----------------- | ------------ |
| Rondón 65' | (0–1) Jegyzőkönyv | Otamendi 13' |

| Estadio Monumental, Maturín Játékvezető: Gustavo Tejera (uruguayi) |

| 2024. október 10. 21:00 (UTC–3) |

| Chile     | 1–2               | Brazília                           |
| --------- | ----------------- | ---------------------------------- |
| Vargas 2' | (1–1) Jegyzőkönyv | Igor Jesus 45+1' Luiz Henrique 89' |

| Estadio Nacional Julio Martínez Prádanos, Santiago Játékvezető: Darío Herrera (argentin) |

| 2024. október 11. 20:30 (UTC–5) |

| Peru       | 1–0               | Uruguay |
| ---------- | ----------------- | ------- |
| Araujo 88' | (0–0) Jegyzőkönyv |         |

| Estadio Nacional, Lima Játékvezető: Facundo Tello (argentin) |

### 10. forduló
| 2024. október 15. 15:30 (UTC–5) |

| Kolumbia                                        | 4–0               | Chile |
| ----------------------------------------------- | ----------------- | ----- |
| Sánchez 34' Díaz 52' Durán 84' Sinisterra 90+3' | (1–0) Jegyzőkönyv |       |

| Estadio Metropolitano Roberto Meléndez, Barranquilla Játékvezető: Jesús Valenzuela (venezuelai) |

| 2024. október 15. 20:00 (UTC–3) |

| Paraguay         | 2–1               | Venezuela    |
| ---------------- | ----------------- | ------------ |
| Sanabria 59' 74' | (0–1) Jegyzőkönyv | Aramburu 25' |

| Estadio Defensores del Chaco, Asunción Játékvezető: Piero Maza (chilei) |

| 2024. október 15. 20:30 (UTC–3) |

| Uruguay | 0–0         | Ecuador |
| ------- | ----------- | ------- |
|         | Jegyzőkönyv |         |

| Estadio Centenario, Montevideo Játékvezető: Cristian Garay (chilei) |

| 2024. október 15. 21:00 (UTC–3) |

| Argentína                                                   | 6–0               | Bolívia |
| ----------------------------------------------------------- | ----------------- | ------- |
| Messi 19' 84' 86' La. Martínez 43' Alvarez 45+3' Almada 69' | (3–0) Jegyzőkönyv |         |

| Estadio Monumental, Buenos Aires Játékvezető: Kevin Ortega (perui) |

| 2024. október 15. 21:45 (UTC–3) |

| Brazília                                                             | 4–0               | Peru |
| -------------------------------------------------------------------- | ----------------- | ---- |
| Raphinha 38' (11-esből) 54' (11-esből) Pereira 71' Luiz Henrique 74' | (1–0) Jegyzőkönyv |      |

| Estádio Nacional de Brasília, Brazíliaváros Játékvezető: Esteban Ostojich (uruguayi) |

### 11. forduló
| 2024. november 14. 17:00 (UTC–4) |

| Venezuela   | 1–1               | Brazília     |
| ----------- | ----------------- | ------------ |
| Segovia 46' | (0–1) Jegyzőkönyv | Raphinha 43' |

| Estadio Monumental, Maturín Nézőszám: 40 223 Játékvezető: Andrés Rojas (kolumbiai) |

| 2024. november 14. 20:30 (UTC–3) |

| Paraguay                  | 2–1               | Argentína        |
| ------------------------- | ----------------- | ---------------- |
| Sanabria 19' Alderete 47' | (1–1) Jegyzőkönyv | La. Martínez 11' |

| Estadio Defensores del Chaco, Asunción Nézőszám: 32 200 Játékvezető: Anderson Daronco (brazil) |

| 2024. november 14. 19:00 (UTC–5) |

| Ecuador                                         | 4–0               | Bolívia |
| ----------------------------------------------- | ----------------- | ------- |
| Valencia 26' (11-esből) Plata 28' 49' Minda 61' | (2–0) Jegyzőkönyv |         |

| Estadio Monumental Isidro Romero Carbo, Guayaquil Nézőszám: 30 758 Játékvezető: Maximiliano Ramírez (argentin) |

| 2024. november 15. 21:00 (UTC–3) |

| Uruguay                                       | 3–2               | Kolumbia                    |
| --------------------------------------------- | ----------------- | --------------------------- |
| Sánchez 57' (öngól) Aguirre 60' Ugarte 90+13' | (0–1) Jegyzőkönyv | Quintero 31' A. Gómez 90+6' |

| Estadio Centenario, Montevideo Nézőszám: 33 400 Játékvezető: Kevin Ortega (perui) |

| 2024. november 15. 20:30 (UTC–5) |

| Peru | 0–0         | Chile |
| ---- | ----------- | ----- |
|      | Jegyzőkönyv |       |

| Estadio Monumental, Lima Nézőszám: 47 122 Játékvezető: Wilton Sampaio (brazil) |

### 12. forduló
| 2024. november 15. 20:30 (UTC–5) |

| Peru                                | 2–2               | Paraguay                 |
| ----------------------------------- | ----------------- | ------------------------ |
| E. Vaca 15' Terceros 80' (11-esből) | (1–0) Jegyzőkönyv | Almirón 71' Enciso 90+1' |

| Estadio Municipal de El Alto, El Alto Nézőszám: 18 655 Játékvezető: Andrés Matonte (uruguayi) |

| 2024. november 19. 18:00 (UTC–5) |

| Kolumbia | 0–1               | Ecuador     |
| -------- | ----------------- | ----------- |
|          | (0–1) Jegyzőkönyv | Valencia 7' |

| Estadio Metropolitano Roberto Meléndez, Barranquilla Nézőszám: 37 316 Játékvezető: Esteban Ostojich (uruguayi) |

| 2024. november 19. 21:00 (UTC–3) |

| Argentína        | 1–0               | Peru |
| ---------------- | ----------------- | ---- |
| La. Martínez 55' | (0–0) Jegyzőkönyv |      |

| La Bombonera, Buenos Aires Nézőszám: 52 000 Játékvezető: Wilmar Roldán (kolumbiai) |

| 2024. november 19. 21:00 (UTC–3) |

| Chile                                           | 4–2               | Venezuela                   |
| ----------------------------------------------- | ----------------- | --------------------------- |
| E. Vargas 20' Rincón 29' (öngól) Cepeda 38' 47' | (3–2) Jegyzőkönyv | Savarino 13' R. Ramírez 22' |

| Estadio Nacional Julio Martínez Prádanos, Santiago Nézőszám: 31 906 Játékvezető: Facundo Tello (argentin) |

| 2024. november 19. 21:45 (UTC–3) |

| Brazília   | 1–1               | Uruguay      |
| ---------- | ----------------- | ------------ |
| Gerson 62' | (0–0) Jegyzőkönyv | Valverde 55' |

| Arena Fonte Nova, Salvador da Bahia Nézőszám: 41 511 Játékvezető: Piero Maza (chilei) |

### 13. forduló
| 2025. március 20. 20:00 (UTC–3) |

| Paraguay     | 1–0               | Chile |
| ------------ | ----------------- | ----- |
| Alderete 60' | (0–0) Jegyzőkönyv |       |

| Estadio Defensores del Chaco, Asunción Nézőszám: 31 193 Játékvezető: Raphael Claus (brazil) |

| 2025. március 20. 21:45 (UTC–3) |

| Brazília                              | 2–1               | Kolumbia |
| ------------------------------------- | ----------------- | -------- |
| Raphinha 6' (11-esből) Vinícius 90+9' | (1–1) Jegyzőkönyv | Díaz 41' |

| Estádio Nacional de Brasília, Brazíliaváros Nézőszám: 70 027 Játékvezető: Alexis Herrera (venezuelai) |

| 2025. március 20. 20:30 (UTC–5) |

| Peru                             | 3–1               | Bolívia                 |
| -------------------------------- | ----------------- | ----------------------- |
| Polo 37' Guerrero 45' Flores 82' | (2–0) Jegyzőkönyv | Terceros 58' (11-esből) |

| Estadio Nacional de Lima, Lima Nézőszám: 32 000 Játékvezető: Yael Falcón Pérez (argentin) |

| 2025. március 21. 16:00 (UTC–5) |

| Ecuador          | 2–1               | Venezuela   |
| ---------------- | ----------------- | ----------- |
| Valencia 39' 46' | (1–0) Jegyzőkönyv | Cádiz 90+1' |

| Estadio Rodrigo Paz Delgado, Quito Nézőszám: 40 000 Játékvezető: Ramon Abatti (brazil) |

| 2025. március 21. 20:30 (UTC–3) |

| Uruguay | 0–1               | Argentína  |
| ------- | ----------------- | ---------- |
|         | (0–0) Jegyzőkönyv | Almada 68' |

| Estadio Centenario, Montevideo Nézőszám: 55 000 Játékvezető: Juan Gabriel Benítez (paraguayi) |

### 14. forduló
| 2025. március 25. 16:00 (UTC–4) |

| Bolívia | 0–0         | Uruguay |
| ------- | ----------- | ------- |
|         | Jegyzőkönyv |         |

| Estadio Municipal de El Alto, El Alto Nézőszám: 10 723 Játékvezető: Augusto Aragón (ecuadori) |

| 2025. március 25. 19:00 (UTC–5) |

| Kolumbia          | 2–2               | Paraguay                |
| ----------------- | ----------------- | ----------------------- |
| Díaz 1' Durán 13' | (2–1) Jegyzőkönyv | Alonso 45+4' Enciso 62' |

| Estadio Metropolitano Roberto Meléndez, Barranquilla Nézőszám: 42 262 Játékvezető: Facundo Tello (argentin) |

| 2025. március 25. 20:00 (UTC–4) |

| Venezuela             | 1–0               | Peru |
| --------------------- | ----------------- | ---- |
| Rondón 41' (11-esből) | (1–0) Jegyzőkönyv |      |

| Estadio Monumental, Maturín Nézőszám: 33 683 Játékvezető: Cristian Garay (chilei) |

| 2025. március 25. 21:00 (UTC–3) |

| Argentína                                             | 4–1               | Brazília  |
| ----------------------------------------------------- | ----------------- | --------- |
| Alvarez 4' Fernández 12' Mac Allister 37' Simeone 71' | (3–1) Jegyzőkönyv | Cunha 26' |

| Estadio Monumental, Buenos Aires Nézőszám: 85 015 Játékvezető: Andrés Rojas (kolumbiai) |

| 2025. március 25. 21:00 (UTC–3) |

| Chile | 0–0         | Ecuador |
| ----- | ----------- | ------- |
|       | Jegyzőkönyv |         |

| Estadio Nacional Julio Martínez Prádanos, Santiago Nézőszám: 38 996 Játékvezető: Gustavo Tejera (uruguayi) |

### 15. forduló
| 2025. június 5. 20:00 (UTC–3) |

| Paraguay                          | 2–0               | Uruguay |
| --------------------------------- | ----------------- | ------- |
| Galarza 13' Enciso 81' (11-esből) | (1–0) Jegyzőkönyv |         |

| Estadio Defensores del Chaco, Asunción Nézőszám: 30 005 Játékvezető: Darío Herrera (argentin) |

| 2025. június 5. 18:00 (UTC–5) |

| Ecuador | 0–0         | Brazília |
| ------- | ----------- | -------- |
|         | Jegyzőkönyv |          |

| Estadio Monumental Isidro Romero Carbo, Guayaquil Nézőszám: 59 283 Játékvezető: Piero Maza (chilei) |

| 2025. június 5. 21:00 (UTC–4) |

| Chile | 0–1               | Argentína   |
| ----- | ----------------- | ----------- |
|       | (0–1) Jegyzőkönyv | Alvarez 16' |

| Estadio Nacional Julio Martínez Prádanos, Santiago Nézőszám: 45 000 Játékvezető: Jesús Valenzuela (venezuelai) |

| 2025. június 6. 15:30 (UTC–5) |

| Kolumbia | 0–0         | Peru |
| -------- | ----------- | ---- |
|          | Jegyzőkönyv |      |

| Estadio Metropolitano Roberto Meléndez, Barranquilla Nézőszám: 43 933 Játékvezető: Wilton Sampaio (brazil) |

| 2025. június 6. 18:00 (UTC–4) |

| Venezuela                     | 2–0               | Bolívia |
| ----------------------------- | ----------------- | ------- |
| Cuéllar 5' (öngól) Rondón 30' | (2–0) Jegyzőkönyv |         |

| Estadio Monumental, Maturín Nézőszám: 46 741 Játékvezető: Yael Falcón Pérez (argentin) |

### 16. forduló
| 2025. június 10. 16:00 (UTC–4) |

| Bolívia                  | 2–0               | Chile |
| ------------------------ | ----------------- | ----- |
| Terceros 5' Monteiro 90' | (1–0) Jegyzőkönyv |       |

| Estadio Municipal de El Alto, El Alto Nézőszám: 11 467 Játékvezető: Esteban Ostojich (uruguayi) |

| 2025. június 10. 20:00 (UTC–3) |

| Uruguay                       | 2–0               | Venezuela |
| ----------------------------- | ----------------- | --------- |
| Aguirre 43' De Arrascaeta 47' | (1–0) Jegyzőkönyv |           |

| Estadio Centenario, Montevideo Nézőszám: 29 672 Játékvezető: Raphael Claus (brazil) |

| 2025. június 10. 21:00 (UTC–3) |

| Argentína  | 1–1               | Kolumbia |
| ---------- | ----------------- | -------- |
| Almada 81' | (0–1) Jegyzőkönyv | Díaz 24' |

| Estadio Monumental, Buenos Aires Nézőszám: 77 791 Játékvezető: Juan Gabriel Benítez (paraguayi) |

| 2025. június 10. 21:45 (UTC–3) |

| Brazília     | 1–0               | Paraguay |
| ------------ | ----------------- | -------- |
| Vinícius 44' | (1–0) Jegyzőkönyv |          |

| Arena Corinthians, São Paulo Nézőszám: 43 316 Játékvezető: Facundo Tello (argentin) |

| 2025. június 10. 20:30 (UTC–5) |

| Peru | 0–0         | Ecuador |
| ---- | ----------- | ------- |
|      | Jegyzőkönyv |         |

| Estadio Nacional, Lima Nézőszám: 33 749 Játékvezető: Andrés Rojas (kolumbiai) |

### 17. forduló
| 2025. szeptember |

| Uruguay | – | Peru |
| ------- | - | ---- |
|         |   |      |

|  |

| 2025. szeptember |

| Kolumbia | – | Bolívia |
| -------- | - | ------- |
|          |   |         |

|  |

| 2025. szeptember |

| Brazília | – | Chile |
| -------- | - | ----- |
|          |   |       |

|  |

| 2025. szeptember |

| Paraguay | – | Ecuador |
| -------- | - | ------- |
|          |   |         |

|  |

| 2025. szeptember |

| Argentína | – | Venezuela |
| --------- | - | --------- |
|           |   |           |

|  |

### 18. forduló
| 2025. szeptember |

| Peru | – | Paraguay |
| ---- | - | -------- |
|      |   |          |

|  |

| 2025. szeptember |

| Venezuela | – | Kolumbia |
| --------- | - | -------- |
|           |   |          |

|  |

| 2025. szeptember |

| Bolívia | – | Brazília |
| ------- | - | -------- |
|         |   |          |

|  |

| 2025. szeptember |

| Chile | – | Uruguay |
| ----- | - | ------- |
|       |   |         |

|  |

| 2025. szeptember |

| Ecuador | – | Argentína |
| ------- | - | --------- |
|         |   |           |

|  |